# Тібор Янчула
Тібор Янчула (словац. Tibor Jančula, 16 червня 1969, Бернолаково) — чехословацький та словацький футболіст, що грав на позиції центрфорварда. По завершенні ігрової кар'єри — політик. У 2016—2020 роках — депутат Національної ради Словаччини.

## Клубна кар'єра
Вихованець клубів «Покрок» (Бернолаково) та «Слован» (Іванка-при-Дунаю), але на дорослому рівні не грав. У 1988—1990 роках проходив військову службу у клубі «Червена Гвезда» (Братислава), що грала у третьому чехословацькому дивізіоні.
У 1990 році тренер Юрай Сікора взяв його разом із Штефаном Майкснером до клубу ДАК (Дунайська Стреда), де він дебютував у вищому дивізіоні країни в першому ж турі проти «Богеміанса» у Празі (2:2), відігравши дев'яносто хвилин. У наступному домашньому матчі проти «Баніка» (Острави) Тібор забив свій перший гол у найвищий лізі, однак його команда зазнала поразки 1:5. А вже у 6-му турі Янчула відзначився дебютним дублем у домашньому матчі проти братиславського «Слована» і допоміг господарям перемогти з рахунком 2:0. Загалом він провів у команді три сезони, взявши участь у 76 іграх вищої ліги Чехословаччини, забивши там 16 голів.
Після розпаду Чехословаччини з 1993 року став гравцем у чеської команди «Вікторія Жижков», вигравши у її складі Кубка Чехії 1993/94, а наступного сезону 1994/95 з 10 голами був найкращим бомбардиром команди у чемпіонаті.
У 1995 році Тібор перейшов до австрійської «Аустрії» (Зальцбург), що грала в австрійській Бундеслізі. З командою того ж року виграв Суперкубок Австрії, а у сезоні 1996/97 став чемпіоном Австрії.
1997 року Янчула недовго пограв за братиславський «Слован», після чого того ж року відправився до Німеччини у «Фортуну» (Дюссельдорф), яка грала у Другій Бундеслізі. Втім у новій команді основним гравцем стати не зумів, тому спочатку віддавався в оренду в бельгійський «Беверен», а потім повернувся у «Слован». В команді він створив забивний атакувальний дует з Йозефом Майорошем (з яким вже раніше грав за «Вікторію Жижков» і збірну Словаччини) і у сезоні 1998/99 виграв «золотий дубль» зі «Слованом» — чемпіонат і Кубок Словаччини. Загалом за три сезони провів 66 матчів чемпіонату, у яких забив 30 голів, а найкращим став останній сезон 2000/01, в якому він забив 17 голів і став третім найкращим бомбардиром ліги.
У сезоні 2001/02 Тібор грав за угорський «Ференцварош», а свою професіональну кар'єру він завершив у 2003 році після сезону у команді другого словацького дивізіону «Дружстевник» (Бач). В 2006 грав за австрійський аматорський клуб «Ілльміц».

## Виступи за збірну
16 серпня 1995 року дебютував за збірну Словаччини у відбірковому матчі до чемпіонату Європи 1996 року в Трабзоні проти Азербайджану (1:0). Янчула замінив Штефана Руснака на 56-й хвилині і відразу ж забив переможний гол через кілька хвилин після вступу на поле.
Всього з 1995 по 2001 рік Тібор Янчула провів 29 матчів за збірну Словаччини і забив 9 голів.

## Досягнення
- Володар Кубка Чехії (1): 1993/94
- Володар Суперкубка Австрії (1): 1995
- Чемпіон Австрії: 1996/97
- Чемпіон Словаччини (1): 1998/99
- Володар кубка Словаччини (1): 1998/99

## Подальше життя
По завершенні ігрової кар'єри був футбольним тренером і працював в юнацькій команді братиславського «Слована U-19».
Згодом займався власним бізнесом і політикою. На парламентських виборах 2016 року був обраний депутатом Національної ради Словаччини від Словацької національної ради.